# Ultra Large Crude Carrier

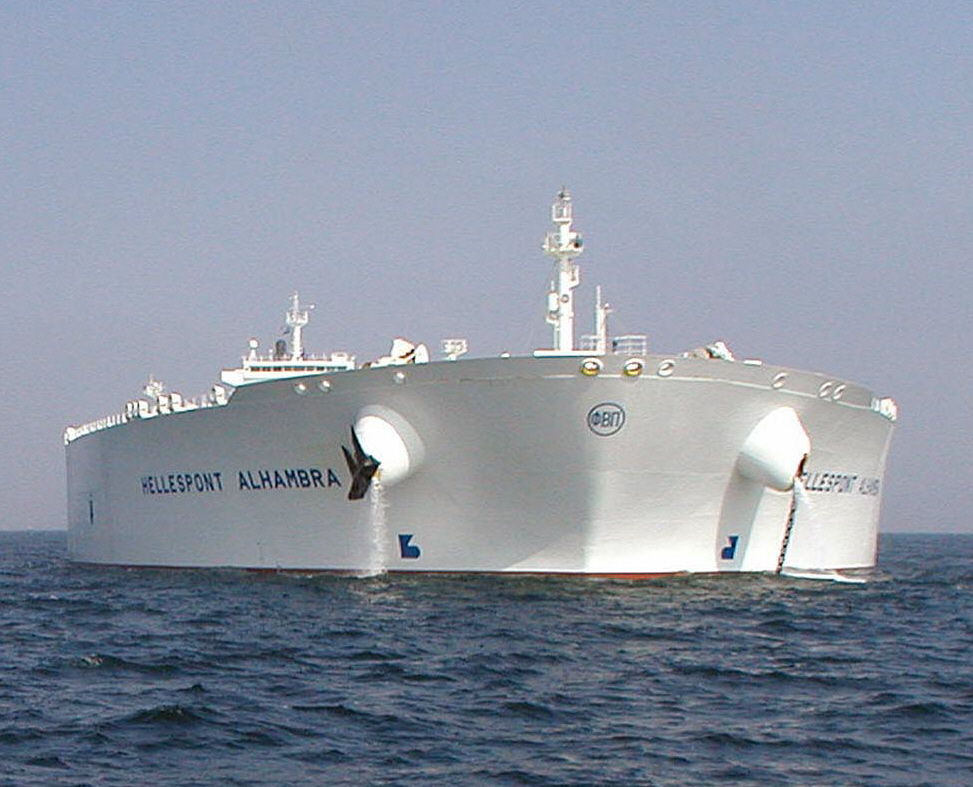
Hellespont Alhambra, världens största nu seglande oljetanker

Ultra Large Crude Carrier (ULCC) är den allra största typen av oljetankers (ULCC >320 000 dödviktston (dwt)),  och ett nyanskaffningsvärde omkring 120 miljoner dollar.
Dessa tillverkades bland annat på Kockums varv i Malmö under 1970-talet, men nu står asiatiska varv för nästan all nyproduktion. 
I spåren av oljekrisen 1973/74 kunde en redare tjäna tillbaka investeringen i en ULCC på ett par veckor[källa behövs]. Därefter följde många år av svår marknad (på grund av överkapacitet) för redarna. Först i och med ökad efterfrågan, utrangering av gammalt tonnage och nya krav på dubbelbottnade skrov steg fraktraterna åter kraftigt i början av 2000-talet.
Närmast under i storlek är VLCC, Very Large Crude Carrier, som exempelvis Sirius Star. Ingen av typerna kan passera Suez– eller Panamakanalen, och är därför hänvisade till oceanerna.